# Instituto Oftálmico Nacional
El Instituto Oftálmico Nacional fue un centro de oftalmología pionero y especializado construido en 1896 y completado en 1902 por el arquitecto José Urioste y Velada. Se encuentra en la calle General Arrando, nº 17, en Madrid. 
Continúa activo actualmente,  encontrándose englobado en el Servicio Madrileño de Salud, y adscrito al Hospital General Universitario Gregorio Marañón, con el nombre de Instituto Provincial de Oftalmología.
En origen era un instituto de carácter benéfico, constituido gracias al legado de Francisco de las Herrerías y del Arco, quien determinó en su testamento su expreso deseo de que el Instituto fuera de carácter público. 

## Historia
El antiguo Instituto Oftálmico, como Institución Benéfica, fue fundado el 30 de mayo de 1872 por la reina María Victoria, quedando instaladas la consulta y las enfermerías en el edificio del Colegio de las Niñas de Loreto, que estaba en la calle de Atocha, y al derribarse este pasó a la calle de Santa Isabel, nº 3, luego a la calle Santa Bárbara, para trasladar su sede en 1903 al flamante nuevo edificio de la calle General Arrando. En origen se conocía popularmente como 'el asilo de Amadeo'.
El edificio histórico de la calle General Arrando fue construido gracias al legado de Francisco de las Herrerías y del Arco, quien determinó como legatario que la cantidad que donó fuera dedicada a un edificio exclusivamente dedicado a enfermedades de la vista, integrado en las instituciones benéficas, es decir, de carácter público, y que dicho edificio fuera construido por el arquitecto José Urioste y Velada, según sus planos

## Estructura
En origen el edificio estaba compuesto por tres plantas y dos patios interiores, y tenía capacidad para cien camas. En la planta primera se encontraba la capilla (es de las pocas dependencias que mantiene su lugar original), el quirófano (hoy en día reconvertido en biblioteca) el salón de juntas (actual sede de una colección histórica que custodia el retrato del benefactor Francisco de las Herrerías y del Arco, placas de mármol recordando a su directores y a los monarcas que colaboraron con la institución), unas habitaciones para enfermos distinguidos, ocho salas para pacientes, el comedor, los lavabos y los cuartos de enfermeros.

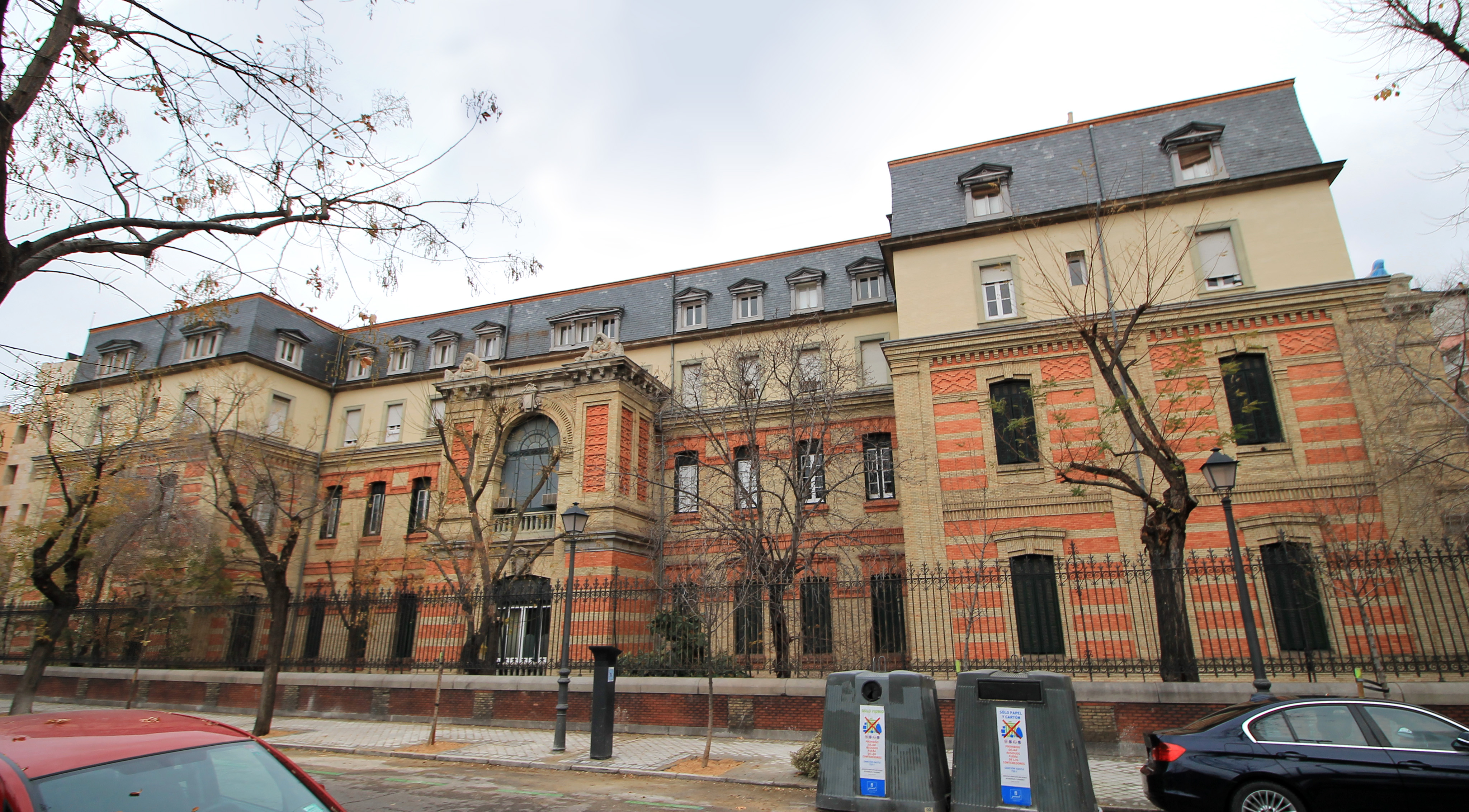
Fachada lateral

En la planta baja había dos salas de espera, una para hombres y otra para mujeres, una sala de consulta, sala de refracción, cámara de oftalmoscopia, laboratorio histopatológico, farmacia, almacén de ropa, el despacho del director y sala de profesores. Separados del resto de la planta se hallaban los dormitorios de las hermanas de la Caridad, y las dos salas para enfermos contagiosos, una para cada sexo. En el sótano se ubicaban las dependencias de servicio del Instituto: lavadero, cocina, despensa, almacén, carbonera y los baños.
Se trataba de un edificio moderno para la época, por contar con un sistema de calefacción por vapor a baja presión, luz eléctrica, gas y agua corriente. 